# 侯外廬

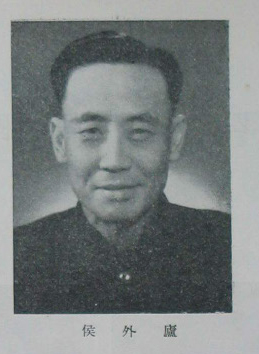
侯外廬（1949年・中国人民政治協商会議第1回全体会議の写真）

侯 外廬（こう がいろ、ホウ・ワイルー、拼音: Hóu Wàilú、簡: 侯外庐、1903年〈光緒29年〉 - 1987年9月14日）は、中華民国・中華人民共和国のマルクス主義学者・中国史学者・中国思想史学者。
マルクス主義歴史学による『中国古代社会史論』『中国思想通史』や、『資本論』最初期の中国語訳で知られる。中国思想史学の学派「侯外廬学派」を形成した。文革中に弾圧されたが名誉回復された。

## 生涯
清末の1903年、山西省平遥県の農村地主の家に生まれる。少年時代、書院で四書五経を学んだ後、新式学校で学び、新文化運動の影響を受ける。
1923年、日本に留学する予定だったが関東大震災のため変更し、北京法政大学で法学、北京師範大学で歴史学を学ぶ。同時に北京で反帝反封建の学生運動に参加し、李大釗らの中国共産党に接近する。1926年、張作霖政権の弾圧から逃れてハルピンに移り、1927年からフランスに留学（勤工倹学）。パリ大学文学部で学びつつ、1928年にパリで中国共産党（フランス共産党中国語支部を兼ねる）に入党し、『資本論』中国語訳に着手する。
1930年、滞在資金が尽きたため、パリからベルリン、モスクワを経て帰国。同年ハルピン法政大学教授に就任。1931年満州事変が勃発すると、日本軍の侵攻から逃れ各地を転々とする。1932年、北平大学教授に就任し、経済学と社会学を講義する。同年『資本論』中国語訳の出版を開始する。その後、左派知識人として抗日運動・反国民政府運動に参加し、中原大戦後の山西派・閻錫山の庇護を受け、太原・臨汾・西安を経て、1938年重慶に至る。重慶では中ソ文化協会に参加しつつ、郭沫若・杜国痒・呂振羽らと交流する。国共内戦期には共産党を支持し、南京・上海・香港・瀋陽を経て、1949年北京に至る。
中華人民共和国成立後は、中央人民政府政務院文化教育委員会委員、北京師範大学歴史系主任、北京大学教授、西北大学校長、中国社会科学院哲学社会科学部委員を歴任。全人代代表（第1-3,5期）も務めた。1957年の反右派闘争後に批判対象となり、1967年以後の文革中にも迫害を受けたが屈しなかった。
晩年の1982年、中国社会科学院歴史研究所名誉所長に任命された。そのほか中国哲学史学会名誉会長などの栄職にあった。1987年北京で逝去。没後の学界では追悼論集の刊行や追悼シンポジウムが行われた。

## 学問

### 資本論
『資本論』中国語訳は、王思華との共訳で出版した。1932年に第1部7章まで、1936年に25章まで出版したが、1938年刊行の王亜南・郭大力訳に譲るため全訳は中止した。日本語の漢訳語を多く用いている。

### 中国学
中国史研究は、郭沫若『中国古代社会研究』（1930年）に触発されて始めた。1930年代の中国社会史論戦に参加し、中国史時代区分論（経済発展段階説）やアジア的生産様式について自身の学説を示した。主な論文は『中国古代社会史論』（1955年）にまとめられている。
『中国思想通史』（全5巻6冊、1947年-1960年、杜国痒らと共編著）は、思想史を上部構造として社会史・経済史の観点から論じている。また、従来忘れられていた思想家を複数再発見している。本書は任継愈主編『中国哲学史』（1963年-1979年）とともに、20世紀中国の学界で重視された。
そのほか『中国封建社会史論』『中国近代哲学史』『中国思想史綱』などの著書がある。明末清初を早期啓蒙思想の時代として評価し、方以智を再発見してもいる。

### 侯外廬学派
後進育成にも功績があり、中国社会科学院で『中国思想通史』編纂を手伝った李学勤らが「侯外廬学派」と呼ばれる。

## 日本との関わり
侯外廬の学説は、戦後日本の中国学界にも影響を与えた。例えば、西嶋定生・増淵龍夫・赤塚忠らが取り上げている。西嶋と増淵は日本における「中国史時代区分論争」の人物でもある。
1960年、「日本中国友好協会代表団」が訪中した際、団員の島田虔次らを北京で迎えた。1963年には、小野信爾らの呼びかけで「中国学術代表団」の団員として来日した。
しかし、21世紀現代では学説が顧みられる機会は少ない。

## 著書（日本語訳）
- 侯外廬 著、太田幸男・飯尾秀幸・岡田功 訳『中国古代社会史論』名著刊行会、1997年。ISBN 978-4839003012。